# Spilcentrum
Een spilcentrum is een Eindhovense variant van de zogenaamde brede school, een centraal punt in de wijk voor de vloeiende ontwikkeling van alle kinderen in de omgeving van 0 tot 12 jaar.
De aandachtsgebieden in zo'n centrum zijn spelen, integreren en leren - zij vormen tezamen het acroniem 'SPIL' - en hiervoor wordt de basisschool gecombineerd met andere faciliteiten als peuterzaal, kinderdagverblijf, bibliotheek en andere functies die in de wijk nodig geacht zijn voor een 'breukloze' ontwikkeling van het kind.